# دين كرومبي
دين كرومبي (بالإنجليزية: Dean Crombie)‏ هو لاعب كرة قدم بريطاني في مركز الدفاع، ولد في 9 أغسطس 1957 في لينكن في المملكة المتحدة. لعب مع بولتون واندررز وغريمسبي تاون ونادي ريدنغ ونادي لينكولن سيتي.